# Rough and Rowdy Ways
《Rough and Rowdy Ways》는 밥 딜런의 음반이다. 2020년 6월 19일에 컬럼비아 레코드에 의해 발매되었다.

## 평가
| 전문가 평가         | 전문가 평가 |
| 총 점수             | 총 점수     |
| 출처                | 점수        |
| ------------------- | ----------- |
| AnyDecentMusic?     | 8.9/10      |
| 메타크리틱          | 95/100      |
| 평가 점수           |             |
| 출처                | 점수        |
| 가디언              | [ 3 ]       |
| 롤링 스톤           | [ 4 ]       |
| 모조                | [ 5 ]       |
| 앤드 잇 돈트 스톱   | A–          |
| 언컷                | [ 7 ]       |
| 엔터테인먼트 위클리 | A           |
| 올뮤직              | [ 9 ]       |
| 텔레그래프          | [ 10 ]      |
| 피치포크            | 9.0/10      |
| NME                 | [ 12 ]      |

“Rough and Rowdy Ways”는 음악 평단으로부터 폭넓은 찬사를 받았다. 리뷰 애그리게이터 웹사이트 메타크리틱에서는 25개의 리뷰를 토대로 100점 중 평균 95점을 받았다. 이는 2020년에 나온 음반 중 피오나 애플의 “Fetch the Bolt Cutters” 다음으로 가장 높은 점수를 받은 음반이자, 역대 웹사이트에서 점수를 낸 음반 중 열 번째로 높은 음반이 되었다. AnyDecentMusic?에서는 24개의 리뷰를 통하여 10점 만점에 8.9점이 매겨졌다. 또한 비평가뿐만 아니라 키스 리처즈, 샤론 밴 이튼, 이기 팝, 윌코, 엘비스 코스텔로, 마고 프라이스 등의 음악가가 2020년 최고의 음반으로 언급하였다.
모조에서는 별 다섯 개 만점을 주었다. 마이클 시먼스는 세계적인 범유행 속에 나온 상황을 흑고니 이론에 빗대며 "움츠러드는 문화에 대한 기대감과 정신의 약화를 막는 백신"이라고 표현하였다. 가디언의 알렉시스 페트리디스는 밥 딜런이 수년간 만든 곡 중 계속하여 빛을 내는 곡들로 이루어져 있다고 이야기했고, 자매지인 옵저버의 키티 엠파이어는 "실재와 불안정한 형태가 모두 존재하는 우월함으로 가득 차 있다"고 리뷰를 쓰면서 각각 별 다섯 개와 네 개로 평가하였다. BBC의 예술 분야 편집장인 윌 곰퍼츠는 "만약 이게 그림이었다면 나는 이걸 걸작이라고 불렀을 것이다"고 극찬하며 만점을 주었다. 엔터테인먼트 위클리의 알렉스 서스카인드는 "이 음반이 현재 급증하는 Black Lives Matter 시위 이전에 만들고 녹음했을지는 모르지만 우화나 전례의 언급, 과거의 문화적 거물들에 대한 끄덕거림으로 가득찬 이 담론은 지금 이 시기가 적합하다고 느껴진다"고 묘사하며 A를 주었다. 이브닝 스탠더드의 데이비드 스미스는 딜런의 노벨 문학상 이상의 가치가 있다고 찬사를 보냈다.
마크 보몬트는 NME에 올린 리뷰에서 “Rough and Rowdy Ways”를 마지막 단어라고 가정하는 것은 정말로 어리석은 일이지만, "역사적인 연설"이었음은 확실하다고 이야기하였고, 로버트 크리스트가우는 앤드 잇 돈트 스탑에서 A–를 주며 "시나트라 음반을 망치게 한 나이 든 목소리를 마치 애가를 회고하는 듯한 특징을 가진 목소리로 확립하였다"고 호평하였다. 스핀의 존 폴 불록은 "지난 반 세기 동안의 미국사를 통하여 경험하는 경악스러우면서도 변화무쌍한 여정"이라고 리뷰에 서술하였다. 뉴욕 타임스는 "비평가 선정" 음반으로 분류하였으며, 존 파렐레스는 “Time Out of Mind”와 “Love and Theft”의 엄숙하고도 유머러스한 신념에 필적한다고 언급하였다. 인디펜던트의 헬렌 브라운은 "시간과 의미가 이상하게 늘어지고 풀리는 봉쇄 기간에 맞는 진정제"라고 표현하였고, 텔레그래프의 닐 맥코믹은 "늙은 민중 가수는 여전히 변화하는 시대를 위하여 뛰어난 성가를 만든다"고 극찬하였다.
피치포크는 “Rough and Rowdy Ways”에 10점 만점에 9점을 주며 베스트 뉴 앨범으로 선정하였다. 리뷰를 작성한 샘 소돔스키는 "양해를 구하고 내려와 관객을 만나는 듯한 드문 딜런의 음반"이라고 언급하였다. 언컷은 별 다섯 개 중 네 개 반을 주며 일종의 예술적인 연금술처럼 느껴진다고 표현하였으며, 버라이어티의 크리스 윌먼은 딜런은 "우리에게 있어서 가장 위대한, 점과 점을 잇는 자가 될 것이다"고 이야기하였다. 올뮤직은 “Love and Theft”와 “Slow Train Coming”과 같은 변혁적인 음반임을 말하며 "겨울에 그린 활력 넘치고 수수께끼 투성이인 화가의 초상화"라고 묘사하였다. 롤링 스톤의 롭 셰필드는 별 네 개 반을 주며 "딜런은 그 누구도 도달하지 못한 지형을 탐험하고 있으며, 계속해서 미래를 향해 나아가고 있다"고 호평하였다. 로스앤젤레스 타임스의 미카엘 우드는 딜런과 함께 음반을 작업한 사람들을 언급하며 "계속해서 놀라움을 자아낸다"고 평하였다.

### 순위 및 수상
여러 매체에서 극찬을 함에 따라 “Rough and Rowdy Ways”는 많은 연말 결산 목록에도 이름을 올렸다. 메타크리틱에서 비평가들이 선정한 음반으로 점수를 매겨 순위를 나눈 리스트에서는 총 50포인트를 얻으며 7위로 선정되었다.

## 상업적 성과
“Rough and Rowdy Ways”는 상업적으로도 준수한 성적을 얻었다. 빌보드 200 차트에서는 첫 주에 52,400장의 음반 판매고를 포함하여 54,700 앨범 등가 단위를 달성하면서 래퍼 릴 베이비의 “My Turn” 다음인 2위로 데뷔하였다. 이는 2009년 작 “Together Through Life” 이후 10년 만에 달성한 딜런의 최고 순위이고, 1960년대부터 2020년대까지 최소 하나의 음반이 차트 40위 이내로 진입한 첫 음악가이자 폴 매카트니의 기록을 넘어 아티스트 100 차트에서 1위를 달성한 음악가 중 가장 나이가 많은 음악가가 되었다. 그리고 록 음반 차트 및 아메리카나/포크 음반 차트에서도 1위를 차지하였으며, 캐나다 음반 차트에서는 14위를 기록하였다. 리드 싱글 ‘Murder Most Foul’은 미국 록 디지털 송 세일스 차트에서 1위를 하면서 딜런의 첫 빌보드 차트 1위 싱글이 되었다. 영국 음반 차트에서는 29,000의 CD 판매량을 포함해 34,000의 차트 판매량을 달성하며 2015년에 발매한 “Shadows in the Night” 이후 아홉 번째 1위를 달성하였다. 이로 인해 딜런은 본래 폴 사이먼의 "신곡으로 구성된 음반으로 1위를 차지한 최고령 음악가"와 로드 스튜어트의 "음반 차트 1위를 달성한 가장 늙은 남성 솔로 음악가"의 기록을 경신하였다. 또한 영국 내에서 81,314장의 실물 음반 판매를 하며 영국 축음기 협회로부터 실버를 인증받았다.

## 트랙 리스트
모든 노래는 밥 딜런이 작사·작곡하였다.

### 바이닐
| #  | 제목                      | 재생 시간 |
| -- | ------------------------- | --------- |
| 1. | 〈I Contain Multitudes〉  | 4:36      |
| 2. | 〈False Prophet〉         | 6:00      |
| 3. | 〈My Own Version of You〉 | 6:41      |

| #  | 제목                                           | 재생 시간 |
| -- | ---------------------------------------------- | --------- |
| 1. | 〈I've Made Up My Mind to Give Myself to You〉 | 6:32      |
| 2. | 〈Black Rider〉                                | 4:12      |
| 3. | 〈Goodbye Jimmy Reed〉                         | 4:13      |

| #  | 제목                              | 재생 시간 |
| -- | --------------------------------- | --------- |
| 1. | 〈Mother of Muses〉               | 4:29      |
| 2. | 〈Crossing the Rubicon〉          | 7:22      |
| 3. | 〈Key West (Philosopher Pirate)〉 | 9:34      |

| #            | 제목                | 재생 시간 |
| ------------ | ------------------- | --------- |
| 1.           | 〈Muder Most Foul〉 | 16:54     |
| 총 재생 시간 | 총 재생 시간        | 70:33     |

### CD
| #            | 제목                                            | 재생 시간 |
| ------------ | ----------------------------------------------- | --------- |
| 1.           | 〈I Contain Multitudes〉                        | 4:36      |
| 2.           | 〈False Prophet〉                               | 6:00      |
| 3.           | 〈My Own Version of You〉                       | 6:41      |
| 4.           | 〈I've Made Up My Mind to Give Myselft to You〉 | 6:32      |
| 5.           | 〈Black Rider〉                                 | 4:12      |
| 6.           | 〈Goodbye Jimmy Reed〉                          | 4:13      |
| 7.           | 〈Mother of Muses〉                             | 4:29      |
| 8.           | 〈Crossing the Rubicon〉                        | 7:22      |
| 9.           | 〈Key West (Philosopher Pirate)〉               | 9:34      |
| 총 재생 시간 | 총 재생 시간                                    | 53:39     |

| #            | 제목                 | 재생 시간 |
| ------------ | -------------------- | --------- |
| 1.           | 〈Murder Most Foul〉 | 16:54     |
| 총 재생 시간 | 총 재생 시간         | 70:33     |

## 참여진
크레딧은 밥 딜런의 공식 웹사이트에서 발췌하였다.
| 음악가 - 밥 딜런 – 보컬, 기타 - 찰리 섹스턴 – 기타 - 밥 브릿 – 기타 - 도니 헤런 – 스틸 기타, 바이올린, 아코디언 - 토니 가니어 – 베이스 - 맷 챔벌레인 – 드럼 | 추가 참여진 - 블레이크 밀스 - 벤몬트 텐치 - 알란 파스콰 - 피오나 애플 - 토미 로즈 | 엔지니어 - 크리스 쇼 – 엔지니어링, 믹싱 - 조셉 로지 – 엔지니어링 보조 - 그렉 칼비 – 마스터링 사진 - 이언 베리 – 프론트 커버 사진 - 조시 추스 – 음반 디자인 - 안드레아 올란디 – 바이닐 에디션의 이너 슬리브 사진 |